# История евреев в Венгрии
История евреев в Венгрии (венг. Magyarországi zsidók, ивр. יהדות הונגריה‎) — история проживания евреев на территории современной Венгрии.
История еврейского народа, проживающего на территории Венгрии переплелась с историей самого государства, его коренного народа. Евреи здесь как принимались местным населением, находя убежище от врагов и внося заметный вклад в области науки, искусства и бизнеса страны, так и подвергались репрессиям.
Одним из первых примеров притеснений, начавшихся во время правления венгерского короля Владислава IV (1272—1290), было решение, чтобы каждый еврей носил кусок красного сукна. Во времена Чёрной смерти (1349) евреи были изгнаны из страны. Во времена короля Владислава II (1490—1516) евреев сжигали на кострах. Многие из них были казнены в 1494 году в Трнаве по подозрениям в ритуальных убийствах. Закон, обнародованный Священной Римской империей в 1645 году, отлучал евреев от привилегий за то, что они якобы были неверующими и не имели совести. Когда имперские войска в 1686 году завоевали город Буду, множество еврейских жителей города были убиты. Судьба евреев не улучшилась и в царствование короля Леопольда, сына Карла III (1711—1740). Во времена правления королевы Марии Терезии (1740—1780) евреи были изгнаны из Буды (1746). При Иосифе II (1780—1790) положение евреев улучшилось. Равноправие для евреев было принято национальным собранием Венгрии в 1849 году.
Ко времени Первой мировой войны евреи в Венгрии были уже хорошо интегрированы в венгерское общество. К началу XX века еврейская община составляла 5 % от общей численности населения Венгрии и 23 % от всего населения Будапешта. Антиеврейская политика подняла голову в Венгрии перед Второй мировой войной. В 1938 году Венгрия под руководство Миклоша Хорти приняла ряд антиеврейских мер. В годы Второй мировой войны на территории Венгрии было убито около 600 000 человек. Основная часть убийств проходила в нацистских лагерях смерти.
В настоящее время количество этнических евреев, живущих в Венгрии составляет около 48 200 человек Большая их часть проживает в Будапеште.

## Ранняя история
Точное время появления евреев в Венгрии неизвестно. По преданию, царь Децебал, правивший в Дакии в 87-106 годах, разрешил евреям, которые воевали на его стороне в войне против Рима, обживать его территорию. Дакия охватывала часть современной Венгрии, Румынии и Молдовы и часть территории Болгарии, Украины и Сербии.
В венгерском языке слово еврей zsidó  произошло от одного из славянских языков.
Первым историческим документом, упоминающим евреев в Венгрии было письмо, написанное около 960 года н. э. царём хазар Иосифом к Хасдаи ибн-Шапруту, еврейскому деятелю из Кордовы. Примерно в это же время Ибрагим ибн Якуб писал, что евреи ходили из Венгрии в Прагу с деловыми целями.
Первые контакты венгров с иудеями происходили после вхождения мадьярских племён в Хазарский каганат. В то время пути еврейских торговых караванов из Хазарии и Руси на юго-запад в завоёванную арабами Испанию пересекали Среднее Подунавье. Приход туда венгров в конце IX века на несколько десятилетий изменил традиционное направление движения купеческих караванов. Поражение венгерских отрядов в битве при Аугсбурге (955) оказало влияние на появление еврейского населения на территории венгерского королевства. Полабье стало основным источником поступления рабов на европейские рынки. Возник Пражский невольничий рынок и, соответственно, появились еврейские купцы.
Область взаимоотношений христианского населения Венгрии того времени с евреями была не слишком широкой. Их интересы сталкивались в основном в области торговли и финансов. Еврейское купечество к XII в. накопило на торговых операциях значительный капитал и давало деньги в долг.
Притеснения евреев появились уже в годы царствования Святого Владислава (1077—1095). Тогда евреям нельзя было жениться на девушках христианского вероисповедания или держать христианских рабов.

## Ранняя история (1100—1300)
В годы правления короля Кальмана I Книжника (1095—1116) были введены запреты в отношении жизни евреев в Венгрии.
Под властью иноземных царей, занимавших престол Венгрии, также страдали венгерские евреи. Во времена пандемии чумы (1349) они были изгнаны из страны. Хотя часть евреев вернулась, они снова были гонимы и вновь изгнаны в 1360 году. Король Людовик проявлял терпимость к евреям в первые годы своего правления. После завоеваний Боснии он пытался заставить местное население — еретиков принять католичество, эти же меры были направлены и на венгерских евреев..
Венгерские евреи защищались германским императором Максимилианом. По случаю брака Людовика II и эрцгерцогини Марии (1512) император с согласия Владислава, взял под своё покровительство Якоба Менделя Буда вместе с его семьёй и другими венгерскими евреями. При Владиславе, преемнике Людовика II (1516—1526), преследование евреев было обычным явлением, причиной этому было и то, что заместитель казначея еврей Szerencsés, растратил государственные средства.

## Войны против Османской империи (1526—1686)
29 августа 1526 года турки победили венгров в битве у Мохача. В этой битве был убит и Людовик II. Когда весть о его смерти достигла столицы Буда, дворяне, включая городского префекта бежали из города вместе с несколькими богатыми евреями.
Великий визирь, Ибрагим Паша прибыл со своим войском в город Буда раньше султана Сулеймана I. Евреи, оставшиеся в городе, предстали перед ним одетые в траур. Прося милости, они в знак повиновения, передали визирю ключи заброшенного и незащищённого замка. Сам султан въехал в Буду 11 сентября 1521 года, а 22 сентября он издал указ, по которому все евреи, захваченные в Буде, Эстергоме и в других местах, должны были быть расселены в разные города Османской империи. Часть их была отправлена в Константинополь, Плевну и Софию, где они сохраняли свои общины на протяжении нескольких десятилетий. В Софии во второй половине XVI века существовали четыре еврейские общины: романская (Romaniote), ашкеназская, сефардская и унгарус (ungarus).
Несмотря на то, что Османская армия вернулась после битвы на родину, в 1541 году она вновь вторглась в Венгрию, чтобы отразить австрийскую попытку взять город Буда. К тому времени, когда Османская армия прибыла к месту боёв, австрийцы уже потерпели поражение, и турецкие войска опять захватили Буду.
В следующей таблице представлено число еврейских семейств в Буде в разные годы:
| 1546 | 1559 | 1562 | 1590 | 1627 | 1633 | 1660 |
| ---- | ---- | ---- | ---- | ---- | ---- | ---- |
| 50   | 44   | 49   | 109  | 11   | 20   | 80   |

В концу Османского правления около тысячи евреев, проживающих в Буде, посещали три городских синагоги: Сирийскую, Ашкеназскую, Сефардскую.
26 ноября 1572 года король Максимилиан II (1563—1576) намеревался изгнать евреев из Прессбурга (Братислава), заявив, что его указ будет отменён только в случае, если евреи примут христианство. Евреи, однако, остались в городе, хотя и не отказались от своей религии. 1 июня 1582 г. муниципальный совет постановил, что никто не должен вести бизнес с евреями.
В конце XVI века, когда имперские войска направились на освобождение Буды от турецких войск, евреи должны были заплатить специальный военный налог. Город Буда сильно пострадал во время этой осады, императорские войска взяли город в сентябре 1686 года; многие его защитники были либо убиты, либо взяты в плен и проданы в рабство.

## Под властью Габсбургов

### Дальнейшие преследования и высылки (1686—1740)
Имперские войска освободили город Буда 2 сентября 1686 года, большинство еврейских жителей были убиты, некоторые были захвачены в плен, но впоследствии их освободили за выкуп. Для заселения страны епископ граф Леопольд Карл фон Колонич, впоследствии архиепископ Эстергома и Примас Венгрии, посоветовал королю отдать предпочтение немецким католикам, чтобы в дальнейшем страна стала немецкой и католической. Он также постановил, что всех евреев не надо уничтожать сразу, но как «стёртые монеты — их надо постепенно изымать из обращения». Указ, который был принят парламентом в Пресбурге (1687—1688) утвердил двойное налогообложение для евреев. Евреям не разрешалось вести сельское хозяйство, владеть недвижимостью и держать христианских слуг.
Вскоре эта политика принесла свои плоды. В августе 1690 года правительство Вены постановило изгнать евреев, которые иммигрировали к ним из австрийских провинций.
Восстание куруцев, под командованием Ференца II Ракоци причинило много страданий венгерским евреям. Евреи Айзенштадта нашли убежище в Вене, Винер-Нойштадте и Форхтенштайне; евреи из Голича, Сасвара и Шаштина-Страже рассеялись по Годонину; а другие, кто не смог оставить свой бизнес в это трудное время, отправили свои семьи в безопасные места, а сами остались, невзирая на опасность.
После восстановления мира евреи были изгнаны из венгерских городов на том основании, что город, в котором родился Святой Стефан, не должен быть осквернён ими.
Участь евреев не улучшилась и в царствование Леопольда, сына Карла III (1711—1740). В 1726 году король объявил, что в австрийских провинциях со дня опубликования Указа только одному мужчине в каждой еврейской семье разрешалось вступать в брак. Этот указ ограничивал естественный прирост евреев в пострадавших еврейских общинах Венгрии. Все евреи в Австрийской провинции, который не могли жениться, ездили в Венгрию, чтобы создать там семьи; таким образом в Венгрии произошёл наплыв австрийских евреев. Эти иммигранты селились в основном в северо-западных уездах, в городах Нитра, Прессбург (Братислава) и Тренчин.

### Мария Терезия (1740—1780)
В 1735 году после очередной переписи евреев страны были приняты меры к их сокращению. В то время в Венгрии проживало 11 621 евреев, из них мужчин — 2474. Крупнейшая еврейская община в Прессбурге (Братиславе) насчитывала 770 человек. Большинство евреев были заняты в торговле или промышленности, это в основном купцы, торговцы или лавочники; лишь немногие из них занимались сельским хозяйством.
Во время правления эрцгерцогини Австрии, королевы Венгрии Марии Терезии (1740—1780), дочери Карла III, евреи были изгнаны из Буды (1746), для них вводился налог на «веротерпимость». 1 сентября 1749 года венгерских евреев известили, что они будут выдворены из страны, если не будут платить этот налог. Перепуганные евреи сразу согласились; специальная комиссия требовала от них уплачивать ежегодный налог в 50 000 гульденов. Эта сумма была чрезмерной и после протестов евреев, сумма снизилась до 30 000 гульденов, а позже до 20 000 гульденов в год в течение восьми лет. Эта сумма распределялась между округами, районами и общинами, между их членами. В 1760 году налог был увеличен до 20 000 гульденов, в 1772 году — до 50 000 гульденов; в 1813 году — до 160 000 гульденов.

### Иосиф II (1780—1790)
Иосиф II (1780—1790), сын и наследник Марии-Терезии, сразу же по восшествии на престол намеревался облегчить состояние евреев в стране. В результате венгерское правительство издало 31 марта 1783 года указ, который отменял притеснение евреев. Евреям стало разрешено селиться по всей стране. Всё, что могло оскорблять их религиозные чувства, было устранено.
Евреям разрешалось торговать порохом и селитрой. С другой стороны, евреи должны были отказаться от их отличительных признаков, предписанных религией, и брить бороды. Император Иосиф считал этот указ настолько важным, что никому не позволял нарушать его.
Евреи в своём письме от 22 апреля 1783 года выразили благодарность императору и попросили разрешения носить бороды, что так и не было им разрешено. Используя предоставленные вольности, евреи стали открывать свои школы в Прессбурге (Братислава), Обуде, и Навиграде (Орадя). 23 июля 1787 года был издан указ императора, по которому каждый еврей должен выбрать немецкую фамилию; а указ 1789 года заставлял евреев нести воинскую обязанность. После смерти Иосифа II многие вольности были отменены.

## Революция и эмансипация (1848—1877)
В марте 1848 года евреев стали принимать на службу в национальную гвардию страны. Из Пештской Еврейской Национальной гвардии было сформировано отдельное подразделение. Когда национальная гвардия города Папа была мобилизована против хорватов, Леопольд, раввин Папа, присоединился к ней, воодушевляя товарищей. Евреи также вошли в состав добровольческого корпуса и составили треть Добровольческой дивизии, которая выступала против хорватов.
Венгерские евреи служили своей стране не только мечом, но и помогали финансами. Еврейские общины и отдельные лица снабжали армию серебром и золотом, вооружением и провизией, одевали и кормили солдат.
Борьба за равноправие евреев продолжалась и в 1859—1867 годах. В эти годы открывались еврейские школы в Шаторальяуйхей, Тимишоаре, Пече, Пеште. В 1859 году была открыта учительская семинария, руководителями которой были Авраам Ледерер, Генрих Дейч и Иосиф Баноци.
4 октября 1877 года в Будапеште открылась Еврейская теологическая семинария. С момента своего открытия она была единственным еврейским институтом во всей Центральной и Восточной Европе.

## Фамилии
Большинство евреев до 1783 года не носило фамилий. Некоторыми фамилиями, ранее встречающимися в еврейских семьях, были:
- 1050: Ясконти (Jászkonti)
- 1263: Фаркаш
- 1350: Хоссу (Hosszú)
- XVI век: Чех, Якаб, Газдаг, Фекете, Надь, Хернеш, Киш
- 1780: Барань, Чонка, Хорпач (Horpács), Йонап (Jónap), Кохани (Kohányi), Кошут, Костолани (Kosztolányi), Лендел, Лёринц (Lőrincz), Лукач, Сарваш, Сабо, Варга.

Император Иосиф II считал, что онемечивание может способствовать централизации империи. В 1783 году он приказал евреям выбрать для себя немецкие фамилии или предоставляться под ними.
С ростом венгерского национализма, первая волна мадьяризации фамилий прошла с 1840 по 1849 год. После венгерской революции этот процесс был приостановлен до 1867 года. Позже многие евреи поменяли свои фамилии с немецких на венгерские.
В 1942 году во время Второй мировой войны, когда Венгрия стала союзником Германии, министерством обороны Венгрии была поставлена задача «проверки расы». Был выпущен список имён, которые могли носить евреи. Этот список включал 58 имён.

## Сводки переписи населения 1890, 1900, 1910 годов
|                                                                                        | 1890       | 1900       | 1910       |
| -------------------------------------------------------------------------------------- | ---------- | ---------- | ---------- |
| Общая численность населения Венгрии без Хорватии                                       | 15,162,988 | 16,838,255 | 18,264,533 |
| Эмиграция в США в предыдущем десятилетии, '00-'09                                      | 164,119    | 261,444    | 1,162,271  |
| Еврейское население, без Хорватии                                                      | 707,961    | 831,162    | 911,227    |
| Увеличение общей численности населения в предыдущие десятилетия                        | 10.28 %    | 11.05 %    | 8.47 %     |
| (Эмиграция в США в предыдущем десятилетии, '00-'09) / население по предыдущей переписи | 1.19 %     | 1.72 %     | 6.90 %     |
| Прирост еврейского населения в предыдущее десятилетие                                  | 13.31 %    | 17.40 %    | 9.62 %     |
| Еврейская/Общая                                                                        | 4.67 %     | 4.94 %     | 4.99 %     |

Почти четверть (22.35 %) евреев Венгрии в 1910 году жило в Будапеште. В Будапеште сохранились следующие синагоги:
- Интерьер синагоги на улице Дохань
- Синагога Утца
- Синагога Rumbach
- Синагога Vasvari
- Ортодоксальная синагога на улице Казинци

## Перепись 1910 года
По данным переписи 1910 года, число евреев составило 911 227 человек или 4,99 % от 18 264 533 человек, живущих в Венгрии (кроме того, там было 21 231 евреев из Автономной Хорватии-Славонии). Это был 28,7 % рост в абсолютном выражении с момента переписи населения 1890 года и 0,3 % роста (с 4,7 %) в общей численности населения Венгрии. В то время еврейский естественный прирост был выше, чем прирост христиан (хотя разница сокращалась) из-за эмиграции, главным образом в США. (Общая эмиграция из Австро-Венгрии в США в 1881—1912 годах составила 3 688 000 человек, в том числе 324 000 евреев (8,78 %). В 1880—1913 годах в общей сложности 2 019 000 человек эмигрировали из Венгрии в США. Таким образом, примерно 177 000 евреев эмигрировали из Венгрии в США во время этого всего периода.)
Население столицы Венгрии, Будапешта, состояло на 23 % из евреев. Здесь было создано множество религиозных и образовательных учреждений. Благодаря процветанию и наличию многочисленной еврейской общины города, Будапешт часто называют «Еврейской Меккой». В это время Карл Люгер, мэр Вены, называл венгерскую столицу Judapest, намекая на высокий процент евреев в городе.
Евреи в Венгрии были долгое время лишены права владения землёй, в результате чего многие ушли на заработки в бизнес. В 1910 году евреями были 60,96 % торговцев, 41,75 % владельцев гостиниц, 24,42 % пекарей, 24,07 % мясников, 21,04 % портных и 8,9 % сапожников Венгрии. 48,5 % врачей в стране (2701 из 5565) были евреями. В 1893—1913 годах евреи составляли примерно 20 % учащихся средних школ.
В абсолютных цифрах на Будапешт приходилось самое большое количество евреев (203 тыс.), далее следуют Орадя с 15 тысячами, Уйпешт и Мишкольц около 10 тыс. каждый. В Сигету-Мармацией, Мукачево, Пожонь (Братислава), Дебрецене жили 8 тыс. евреев. В Клуж-Напока, Сату-Маре, Тимишоаре, Кошице — около 7 тыс. евреев.

## Статистика 1920—1930 годов
Согласно данным переписи 1910 года, 51,7 % венгерских евреев проживало на территориях, которые остались внутри «малой» Венгрии после 1921 года, 25,5 % (232,000) жили на территориях, которые позже вошли в состав Чехословакии, 19,5 % (178,000) вошло в состав Румынии, 2,6 % (23,000) вошло в состав Югославии, 0,5 % (5,000) вошло в состав Австрии и наконец 0,2 % (2,000) жило в Фиуме, которая вошла в состав Италии после 1924 года. Согласно переписи 1930—1931 годов, 238,460/192,833/около 22 000 евреев жили в районах ЧССР/Румыния/СФРЮ, ранее принадлежавших Венгрии, что означает, что общее число людей, декларирующих себя евреями оставалось неизменным в Карпатском бассейне в период между 1910 и 1930 годами.
Согласно переписи в декабре 1920 года в «малой» Венгрии, процент евреев возрос в течение последнего десятилетия в Шаторальяуйхейе (до 30,4 %), Будапеште (23,2 %), Уйпеште (20,0 %), Ньиредьхазае (11,7 %), Дебрецене (9,9 %), Пече (9,0 %), Шопроне (7,5 %), Мако (6,4 %).
В 1920 году 46,3 % врачей, 41,2 % ветеринаров, 21,4 % фармацевтов Венгрии были евреями, а также 34,3 % журналистов, 24,5 % исполнителей музыки, 22,7 % актёров театра, 16,8 % художников и скульпторов. Среди владельцев земли более 570 га, или 19,6 % были еврейскими. Среди 2739 заводов в Венгрии, 40,5 % владели евреи.
Следующая Таблица показывает количество людей, которые объявили себя иудеями (евреи) по данным переписей на территории Венгрии.
| Перепись    | 12.31.1910 (внутри границ 1937) | 12.31.1920 | 12.31.1930 | 01.31.1941 (внутри границ 1937) | 1949    | 2001   | 2011   |
| ----------- | ------------------------------- | ---------- | ---------- | ------------------------------- | ------- | ------ | ------ |
| Евреи       | 471,355                         | 473,310    | 444,567    | 400,981                         | 133,861 | 12,871 | 10,965 |
| % от общего | 6.19 %                          | 5.93 %     | 5.12 %     | 4.30 %                          | 1.45 %  | 0.13 % | 0.11 % |

Евреи Венгрии были довольно хорошо интегрированы в венгерское общество во время Первой Мировой Войны. В 1926 году 50 761 еврейских семей жило в Будапеште. 65 % из них жило в 1—2-комнатных квартирах, 30 % имели три или четыре комнаты, в то время как 5 % жили в квартирах с более чем 4 комнатами.
| Кол. домохозяйств      | максимум 1 комната | 2 комнаты | 3 комнаты | 4 комнаты | 5 комнат | мин 6 комнат |
| ---------------------- | ------------------ | --------- | --------- | --------- | -------- | ------------ |
| Еврейские= 50,761      | 25.4 %             | 39.6 %    | 21.2 %    | 9.2 %     | 3.1 %    | 1.5 %        |
| Христианские = 159,113 | 63.3 %             | 22.1 %    | 8.4 %     | 3.8 %     | 1.4 %    | 1.0 %        |

Образование. Следующие диаграммы иллюстрируют процент еврейских студентов на два Будапештских университета.
| Еврейских студентов                             | 1913   | 1925 Весна |
| ----------------------------------------------- | ------ | ---------- |
| Будапештский Университет экономических наук     | 34.1 % | 7.7 %      |
| Будапештский Университет технологии и экономики | 31.9 % | 8.8 %      |

Те, кто мог себе позволить, учились в других европейских странах, таких как Австрия, Германия, Италия и Чехословакия.
В 1930 году всех мужчин в возрасте от шести лет и старше
| Обучение                   | >= 8 лет | >= 12 лет | Университетский диплом |
| Населения                  | 10.8 %   | 5.8 %     | 2.1 %                  |
| Евреи в сельской местности | 36.6 %   | 17.0 %    | 5.0 %                  |
| Евреи в Будапеште          | 56.5 %   | 31.7 %    | 8.1 %                  |

Семь из тринадцати лауреатов Нобелевской премии родившихся в Венгрии были евреями. В спорте 55,6 % награждённых золотой медалью на летних Олимпийских Играх в период с 1896 по 1912 год были евреями. Этот показатель снизился до 17,6 % в межвоенный период 1924—1936 годов.
| Период                              | 1896—1912      | 1924—1936      | 1948—1956     | 1960—1972 | 1976—1992 (1984 исключены) | 1996—2008     |
| ----------------------------------- | -------------- | -------------- | ------------- | --------- | -------------------------- | ------------- |
| Олимпиада                           | 5              | 4              | 3             | 4         | 4                          | 4             |
| Общее количество золотых            | 442            | 482            | 440           | 684       | 903                        | 1172          |
| Венгерские золотые                  | 11             | 22             | 35            | 32        | 33                         | 26            |
| Венгерские/общее мировое            | 2.49 %         | 4.56 %         | 7.95 %        | 4.68 %    | 3.65 %                     | 2.22 %        |
| Венгерское индивидуальное золото    | 9              | 17             | 26            | 22        | 27                         | 16            |
| Еврейское индивидуальное золото     | 5              | 3              | 6             | 4         | 0                          | 0             |
| Еврейское/индивидуальное венгерский | 55.56 %        | 17.65 %        | 23.08 %       | 18.18 %   | 0 %                        | 0 %           |
| Евреи в золоте команд               | 57.14 % = 8/14 | 28.21 %= 11/39 |               |           |                            |               |
| Евреев в населении                  | 4.99 % (1910)  | 5.12 % (1930)  | 1.45 % (1949) |           |                            | 0.13 % (2001) |

## Венгерская советская республика
Потери Венгрии в Первую мировую войну составили: убитых 661.000 чел., раненых 743 000 чел., попало в плен 734 000 чел. Среди них в войну погибло около 10 000 евреев.
После поражения и распада Австро-Венгерской Империи Венгрия подписала Трианонский договор, по которому она лишилась двух третей своей территории и двух третей населения.
В 1918 году в Венгрии произошла революция. Было образовано гражданское демократическое правительство под руководством Михая Каройи, которое провозгласило Венгерскую республику. Однако правительство графа Михая Каройи не смогло возродить Венгерское государство и организовать социальную и экономическую жизнь на его территории. После шести месяцев пребывания у власти, осознав нежелание стран Антанты учитывать интересы Венгрии, Каройи передал власть коалиции социал-демократов и коммунистов.
Венгрия была провозглашена социалистической советской республикой. Для обеспечения защиты республики началось формирование Красной гвардии во главе с Матьяшем Ракоши. Было создано новое коммунистическое правительство. Однако популярность венгерского советского правительства была не столь высока, что объяснялось отчасти тем, что почти все его члены (Б. Кун, Д. Лукач, Т. Самуэли, М. Ракоши, Э. Герё, В. Бём, Е. Варга и др.) были евреями, в то время как в населении Венгрии евреи составляли небольшой процент (к 1920 году в Венгрии евреев было 473.000 человек, около 6 % от всего населения). Венгерская советская республика просуществовала 133 дня. После поражения революции многие её деятели нашли убежище в Советском Союзе, где принимали участие в работе Коминтерна. Некоторые из них, в том числе Б. Кун, погибли во время сталинских репрессий 1936—1938 годов.
В 1919 году Венгрии победили реакционные силы под командованием адмирала Миклоша Хорти. По стране прокатилась серия погромов в отношении евреев, коммунистов, крестьян и других слоёв населения, известная в истории как белый террор. Роль Хорти в этих репрессиях до сих пор является предметом дискуссий (в своих мемуарах он отказался дезавуировать погромы, заявив, что «только железная метла» может очистить страну). Подсчёт числа жертв в террористических кампаниях этого времени является предметом политических споров
В 1930—1940—х годах многие венгерские евреи находились в эмиграции в СССР (Уфа, Москва) и работали в подпольном коммунистическом движении в Венгрии. Некоторые из них пострадали за участие в подпольной коммунистической деятельности. Среди вернувшихся в Венгрию после Второй мировой войны эмигрантов-коммунистов было много евреев, с 1947 года они заняли ключевые посты в партийном и государственном аппаратах. Ближайшими помощниками лидера венгерских коммунистов Ракоши были евреи Э. Герё, генеральный секретарь ЦК ВПТ, М. Фаркаш, ответственный за армию и госбезопасность, и Й. Реваи (1898—1959), министр просвещения Венгрии. Из двадцати четырёх членов ЦК компартии, сформированного в мае 1945 года, девять были евреями. Венгерское министерство государственной безопасности возглавлял еврей Г. Петер.

## Межвоенные годы
В первые десятилетия XX века количество евреев в Венгрии составило около 5 % населения. Этому меньшинству удалось добиться большого коммерческого успеха и евреи были непропорционально представлены в разных профессиях.
В 1921 году в Будапеште 88 % участников фондовой биржи и 91 % валютных маклеров составляли евреи. В межвоенной Венгрии более половины, а возможно 90 % венгерской промышленности было в собственности у еврейских банкирских семей или под их управлением.
Евреи представляли одну четвёртую часть всех студентов и 43 %  в Будапештском технологическом университете. В 1920 году 60 % венгерских врачей, 51 % адвокатов, 39 % всех инженеров и химиков, 34 % редакторов и журналистов, 29 % музыкантов назвали себя евреями.
Успехи евреев многим не нравились. Адмирал Хорти заявлял, что он был «антисемитом», и замечал в письме к одному из своих премьер-министров: «я считаю недопустимым то, что здесь в Венгрии всё, каждая фабрика, банк, бизнес, театр, пресса, торговля и др. находятся в еврейских руках..».
Антиеврейская политика в Венгрии усилилась в межвоенный период.
В 1938 году Венгрия под управлением Миклоша Хорти приняла ряд антиеврейских мер. Закон, принятый 29 мая 1938 года, предписывал уменьшить число евреев на 20 % в каждом торговом предприятии, прессе, среди врачей, инженеров и адвокатов. Второй антиеврейский закон (5 мая, 1939) касался определения евреев в расовом отношении: человек с 2, 3 или 4 еврейскими коленами был объявлен евреем. Их трудоустройство в правительстве на любом уровне было запрещено, они не могли быть редакторами в газетах, их число было ограничено до 6% среди театральных и кино актёров, врачей, юристов и инженеров. В частных компаниях запрещалось работать более 12 % евреев. 250 000 венгерских евреев потеряли свои доходы. Большинство из них лишились права голоса. Только 38 привилегированных евреев могли голосовать.

## Вторая мировая война
Во время войны евреи были призваны на службу в качестве «трудовой повинности». Их использовали для ремонта железных дорог, строительства аэропортов, разминирования минных полей. Около 42 000 еврейских подневольных рабочих были убиты на советском фронте в 1942—1943 годах. 4 тыс. подневольных рабочих погибло на медных рудниках в Бор, Сербия. Однако Миклош Каллаи, премьер-министр Венгрии с 9 марта 1942 года и регент Хорти противились немецкому давлению и отказывались депортировать венгерских евреев в немецкие лагеря смерти в оккупированной Польше. Это положение сохранялось вплоть до 19 марта 1944 года, когда немецкие войска оккупировали Венгрию.

### Оккупация и депортация

#### Приход нацистов к власти в Венгрии
На 18 марта 1944 года Гитлер вызвал к себе Хорти на конференцию в Австрии, где он требовал большей уступчивости от венгерского государства. Хорти противился, но его усилия были тщетными — когда он принимал участие в конференции, немецкие танки уже вошли в Будапешт.
После неудачной попытки Хорти вывести Венгрию из войны, к власти пришёл глава партии «Скрещённые стрелы» Салаши, который немедленно ввёл беспрецедентный антиеврейский террор. Приготовления к депортации евреев из Будапешта, затихшие было из-за вышеуказанных причин, возобновились. 2 ноября 1944 г. советская армия подошла к Будапешту, и приблизительно 25 тыс. будапештских евреев были отправлены венгерским правительством пешком к австрийской границе. По этому же маршруту были посланы позже ещё 60 тыс. евреев. Очень многие участники этого «марша смерти» погибли в пути. От захвата власти «Скрещёнными стрелами» до вступления в Будапешт советских войск (18 января 1945 г.) погибли около 98 тыс. будапештских евреев.

#### Депортация в Освенцим
Оберштурмбанфюрер СС Адольф Эйхман, , в обязанности которого входил надзор за уничтожением евреев, организовал облавы на евреев за пределами Будапешта и его пригородов. Каждый день из сельской местности в Освенцим прибывало 45 вагонов или 4 поезда в день с 12.000 евреями.

#### Усилия по спасению евреев
Очень мало прихожан и духовенства католической или протестантской церкви поднимали свой голос против отправки евреев на смерть.
В конце июня римский папа, Король Швеции Густав VI Адольф и в решительных выражениях президент Франклин Д. Рузвельт призвали прекратить депортации. Тогда адмирал Хорти приказал приостановить все депортации с 6 июля. Тем не менее, ещё 45 000 евреев были депортированы из Транс-Дунайской области и окраин Будапешта в Освенцим. После неудавшегося покушения на жизнь Гитлера, немцы отступили от масштабных депортаций. В конце августа Хорти отказался выполнять запрос Эйхмана на депортации. Гиммлер приказал Эйхману покинуть Будапешт
По словам Уинстона Черчилля «нет никаких сомнений, что преследование евреев в Венгрии и их изгнание является величайшим и самым ужасным преступлением, когда-либо совершённым за всю историю мира….»
Примерно 119 000 евреев было освобождено в Будапеште и 20 000 подневольных рабочих в сельской местности. Почти все выжившие депортированные вернулись с мая по декабрь 1945 года.
В конце войны потери венгерского еврейства значительно превысили военные потери США на всех театрах военных действий.

### Рудольф Кастнер
Рудольф Исраэль Кастнер (1906—1957) — еврейско-венгерский журналист и юрист стал известен во времена Холокоста в Венгрии. Он был одним из руководителей «Комитета спасения» — маленькой еврейской группировки в Будапеште, которая помогала еврейским беженцам бежать из оккупированной нацистами территории Венгрии во время Второй мировой войны и помогала им скрыться до немецкого вторжения 19 марта 1944 года. В период с мая по июль 1944 года евреи Венгрии были депортированы в газовые камеры в Освенциме-Биркенау в количестве 12 000 человек. Кастнер вёл переговоры с Адольфом Эйхманом и Куртом Бехером, оба старшие офицеры СС, чтобы позволить 1685 из них остаться в Швейцарии. В обмен на деньги и драгоценности им был организован вывоз евреев.
Позже он эмигрировал в Израиль. Был убит в Тель-Авиве в 1957 году.

### Бренд Джоэл
Джоэл Марка (25 апреля 1906 — 13 июля 1964) — венгерский еврей, известный тем, что во время Холокоста пытался сохранить венгерско-еврейские общины от депортации в концлагерь Аушвиц. По описанию историка Иегуда Бауэра, отважный авантюрист, который чувствовал себя как дома в подполье, Бренд присоединился с другими сионистами в Будапеште к Комитету спасения — группе, которая помогла еврейским беженцам в оккупированной нацистами Европе бежать в относительно безопасную Венгрию, прежде чем немцы захватили эту страну в марте 1944 года. Бренд прибыл в Палестину, чтобы попытаться договориться с англичанами о спасении венгерских евреев, но был арестован и заключён в тюрьму при невыясненных обстоятельствах.

### Венгерский Золотой поезд
Венгерский Золотой поезд — нацистский поезд времён Второй мировой войны, перевозивший похищенные ценные вещи, в основном венгерских евреев из Венгрии в Берлин в 1945 году. После захвата поезда американскими военными почти ничего из ценных вещей не было возвращено в Венгрию их законным владельцам или оставшимся в живых членам их семей.

### Рауль Валленберг
В это время одним из самых смелых деятелей Холокоста был Рауль Валленберг. С помощью его сотрудников евреям выдавали защитные паспорта от шведской дипломатической миссии. Валленберг спас жизни десятков тысяч евреев, предотвратил убийство 70 000 жителей гетто.
В 2003 году Валленберг был избран почётным гражданином Будапешта. Его именем назван Мемориальный парк, посвящённый памяти тех, кто спас многих евреев от депортации в лагеря смерти и здание, где располагалось посольство Швеции в 1945 году.

## Социалистический период
В конце Второй Мировой Войны в Венгрии проживало 140 000 евреев, против 750 000 в 1941 году. Сложная экономическая ситуация вкупе с затяжным антисемитскими настроениями среди населения вызвала волну эмиграции. С 1945 по 1949 год от 40,000 до 50,000 евреев покинули Венгрию, уехав в Израиль (30 000-35 000) и западные страны (15 000-20 000).
20 августа 1949 года в стране была создана Венгерская Народная Республика, просуществовавшая с 20 августа 1949 года по 23 октября 1989 года. Евреи вместе с венграми принимали участие в строительстве социализма в стране. Руководители страны Матиаш Ракоши, Эрнё Герё и Петер Габор, как и многие евреи-коммунисты отвергали иудаизм, следовали теории марксизма-ленинизма. В 1948—1988 годах сионизм был объявлен вне закона, иудаизм был отвергнут. В рядах коммунистической партии Венгрии было большое число евреев, поскольку они играли большую роль на ранних этапах рабочего движения Венгрии и также в культурной и общественной жизни в Венгрии.
Евреи были по обе стороны восстания 1956 года. Несколько лидеров вооружённого восстания, такие как еврей Иштван Ангел (выжил в Освенциме, казнён 1 декабря 1958 года), еврейский писатель Тибор Дери (сидел в тюрьме с 1957 по 1961 год), занимали позиции реформистского движения После венгерских событий 1956 года, около 20000 евреев покинули страну..
В годы управления страной Яношем Кадаром (1957—1988) еврейская интеллигенция играла большую роль в венгерском искусстве и науках (венгерский философ и государственный деятель Дьёрдь Лукач и др.). В 1967 году были разорваны дипломатические отношения с Израилем, что не касалось жизни евреев в Венгрии.
Коммунистический режим не преследовал евреев, не ограничивал их профессиональную деятельность и свободу вероисповедания. Единственным представительным органом евреев считалась Федерация еврейских общин — религиозное объединение, насчитывавшее в середине 1970-х годов 60 коллективных членов; её председатель назначался Министерством по делам религий, также как и главный раввин Будапешта, которым на протяжении многих лет был Л. Шалго, умерший около 1985 года, избиравшийся также от одного из территориальных округов города в парламент ВНР, где долгое время был единственным депутатом-евреем.
В стране действовало 160 синагог, имелась иешива и еврейская гимназия, несколько талмуд-тор, еврейский музей, хор, больница, несколько домов для престарелых, сиротский приют, 10 магазинов, торговавших кошерным мясом и птицей, ресторан, где соблюдался кашрут, пекарня по выпечке мацы.
Деятельность еврейских организаций финансировалась в основном Министерством по делам религий при поддержке Джойнта. Бо́льшая часть евреев была сконцентрирована в Будапеште (50−80 тысяч человек); общины имелись в Дебрецене, Мишкольце, Сегеде, Пече и Дьёре.

## Современное положение
В апреле 1997 года парламент Венгрии принял закон о компенсации Еврейской собственности, по которому подлежит возврату собственность, отнятая у евреев во время нацистской и коммунистической эпох.
Большинство оценок о количестве евреев в Венгрии колеблется от 50 000 до 150 000 человек. В Венгрии действует ряд синагог, в том числе синагога на улице Дохань, которая является второй по величине синагогой в мире. Еврейское образование включает в себя три еврейские средние школы, Будапештский университет иудаики и др.
После 1989 года в стране наблюдается некоторое духовное возрождение иудаизма.
Следующая таблица показывает процент еврейских налогоплательщиков и их вес в налоговую базу среди тех венгерских налогоплательщиков, которыми добровольно направлен 1 % от своих налогов на личные доходы, чтобы перейти к религиозной конфессии:
| Налоговый год        | 2002 | 2003 | 2004 | 2005 | 2006 | 2007 | 2008 | 2009 | 2010 | 2011 | 2012 | 2013 | 2014 |
| -------------------- | ---- | ---- | ---- | ---- | ---- | ---- | ---- | ---- | ---- | ---- | ---- | ---- | ---- |
| Иудейская конфессия  | 2    | 2    | 4    | 4    | 4    | 4    | 5    | 5    | 5    | 3    | 3    | 3    | 3    |
| % налогоплательщиков | 1.17 | 1.07 | 1.10 | 1.04 | 0.97 | 0.88 | 0.79 | 0.78 | 0.77 | 0.75 | 0.79 | 0.88 | 0.86 |
| % налогов            | 2.33 | 2.14 | 2.21 | 2.06 | 1.95 | 1.74 | 1.62 | 1.62 | 1.72 | 1.34 | 1.31 | 1.36 | 1.26 |

Евреи, родившиеся в или после 1945 года, начали выходить на пенсию в 2007 году, это вызывает стремительное их уменьшение в таблице, поскольку люди находившиеся на социальном обеспечении, не платят подоходные налоги в Венгрии.

### Евреи в современной Венгрии
В Венгрии (в её нынешних границах) еврейское население сократилось почти на полмиллиона после Первой мировой войны и продолжало сокращаться в период с 1920 по 2010 год. Значительное сокращение прошло с 1939 по 1945 годы (Вторая мировая война и Холокост), затем с 1951 по 1960 год (Венгерские события 1956 года). Несмотря на эти массовые сокращения, Венгрия в настоящее время имеет самое большое еврейское население в Восточной Европе за пределами России.
В 1931 году к синагоге в Эржебетвароше (еврейский квартал Пешта) было пристроено здание, выполненное на месте дома, где в 1860 году родился основоположник сионизма Теодор Герцль. Во время войны в этом здании немцы устроили общежитие для подневольных рабочих. В настоящее время здесь располагается музей еврейской культуры. Экспозиции музея рассказывают о религиозной и светской жизни евреев, о жертвах Холокоста.

### Холокост
- Braham, Randolph L. (2001) The Holocaust in Hungary: a selected and annotated bibliography, 1984—2000. Boulder: Social Science Monographs; Distributed by Columbia University Press ISBN 0-88033-481-9
- Braham, Randolph L. (2001) The Politics of Genocide: the Holocaust in Hungary. (Rev. and enl. ed.) 2 vols. Boulder: Social Science Monographs; Distributed by Columbia University Press ISBN 0-88033-247-6 [Hungarian translation available.] (1st ed.: New York: Columbia University Press, 1981.)
- Hungary and the Holocaust, US Holocaust Memorial Museum This article incorporates text from a publication now in the public domain: «Hungary». Jewish Encyclopedia. 1901—1906.